# تروفيو لاس ساليناس ألكوديا 2023
تروفيو لاس ساليناس ألكوديا 2023 (بالإسبانية: Trofeo Las Salinas-Alcudia 2023)‏ هو سباق دراجات هوائية، وهو الموسم السادس عشر من تروفيو ألكوديا ‏، وأقيم في 26 يناير 2023 ضمن سباقات طواف أوروبا للدراجات 2023.
فاز بالمركز الأول ماريجن فان دن بيرغ، وفاز بالمركز الثاني Ethan Vernon ‏، وفاز بالمركز الثالث بينيام جيرماي.

## الفرق
| فرق عالمية (8)- Bora-Hansgrohe - Arkéa-Samsic - Cofidis - EF Education-EasyPost - Intermarché-Circus-Wanty - Movistar Team - Soudal Quick-Step - UAE Team Emirates فرق برو (10)- برجس بي إتش 2023 ‏ - كاجا رورال-سيغوروس 2023 ‏ - فريق إيولو كوميت لركوب الدراجات 2023 ‏ - أوسكالتيل أوسكادي 2023 ‏ - Equipo Kern Pharma ‏ - Green Project-Bardiani CSF-Faizanè - Human Powered Health - Israel-Premier Tech - Lotto Dstny - سبورت فلاندرين بالويس ‏ فرق قارية (2)- إلكترو هايبر يوروبا ‏ - Project Echelon Racing ‏ فريق وطني- فريق إسبانيا لركوب الدراجات للرجال ‏ |  |
| |  |

## التصنيف العام النهائي
| التصنيف العام         | التصنيف العام       | التصنيف العام            | التصنيف العام | التصنيف العام |
| العداء                | العداء              | الفريق                   | الوقت         |               |
| --------------------- | ------------------- | ------------------------ | ------------- | ------------- |
| 1                     | ماريجن فان دن بيرغ  | EF Education-EasyPost    | 3 س 37 د 31 ث |               |
| 2                     | Ethan Vernon ‏       | Soudal Quick-Step        | + 0 ث         |               |
| 3                     | بينيام جيرماي       | Intermarché-Circus-Wanty | + 0 ث         |               |
| 4                     | Axel Zingle ‏        | Cofidis                  | + 0 ث         |               |
| 5                     | Antonio Jesús Soto ‏ | أوسكالتيل أوسكادي ‏       | + 0 ث         |               |
| 6                     | ماكس كانتر          | موفيستار                 | + 0 ث         |               |
| 7                     | Carlos Canal ‏       | أوسكالتيل أوسكادي ‏       | + 0 ث         |               |
| 8                     | روي أوليفيرا        | فريق الإمارات            | + 0 ث         |               |
| 9                     | مايك تيونسين        | Intermarché-Circus-Wanty | + 0 ث         |               |
| 10                    | باتريك كونراد       | بورا هانسغروه            | + 0 ث         |               |
|                       |                     |                          |               |               |
| مصدر: ProCyclingStats |                     |                          |               |               |

## وصلات خارجية
- لمحة عن سباق تروفيو لاس ساليناس ألكوديا 2023 على موقع  ProCyclingStats   (برو  سايكلنج  ستاتس) - إحصاءات  محترفي  الدراجات.
- تروفيو لاس ساليناس ألكوديا 2023 على موقع إحصائيات الدراجات الإحترافية (الإنجليزية)